# Deferasirox
Deferasirox (được bán trên thị trường như Exjade, Desirox, Defrijet, Desifer, Rasiroxpine và Jadothy) là một loại thuốc thải sắt đường uống. Công dụng chính của nó là giảm quá tải sắt mạn tính ở những bệnh nhân đang truyền máu dài hạn cho các tình trạng như beta-thalassemia và các loại thuốc gây mê mãn tính khác. Đây là loại thuốc uống đầu tiên được chấp thuận tại Hoa Kỳ cho mục đích này.
Nó đã được Cơ quan Quản lý Thực phẩm và Dược phẩm Hoa Kỳ (FDA) phê duyệt vào tháng 11 năm 2005. Theo FDA (tháng 5 năm 2007), suy thận và tế bào chất đã được báo cáo ở những bệnh nhân sử dụng viên thuốc đình chỉ uống deferasirox. Nó được Cơ quan y tế châu Âu (EMA) phê duyệt ở Liên minh châu Âu cho trẻ em từ 6 tuổi trở lên vì quá tải sắt mãn tính do truyền máu nhiều lần. "Review: Exjade side effects". Bản gốc lưu trữ ngày 4 tháng 3 năm 2016. Truy cập ngày 16 tháng 8 năm 2019.

## Tính chất

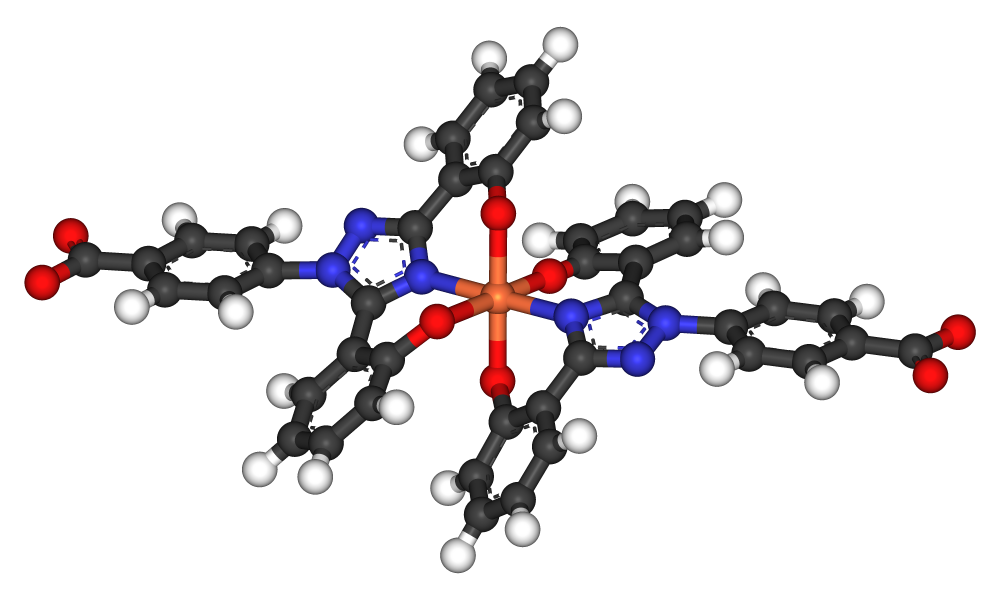
Hai phân tử deferasirox liên kết sắt

Thời gian bán hủy của deferasirox là từ 8 đến 16 giờ cho phép dùng thuốc mỗi ngày một lần. Hai phân tử của deferasirox có khả năng liên kết với 1 nguyên tử sắt sau đó được loại bỏ bằng cách bài tiết phân. Trọng lượng phân tử thấp và tính ưa ẩm cao cho phép thuốc được sử dụng bằng đường uống không giống như deferoxamine phải dùng theo đường IV (truyền tĩnh mạch). Cùng với deferiprone, deferasirox dường như có khả năng loại bỏ sắt khỏi các tế bào (tế bào cơ tim và tế bào gan) cũng như loại bỏ sắt khỏi máu.

## Tổng hợp
Deferasirox có thể được điều chế từ các nguyên liệu ban đầu có sẵn trên thị trường đơn giản (axit salicylic, salicylamide và axit 4-hydrazinobenzoic) theo trình tự tổng hợp hai bước sau đây: 
Sự ngưng tụ của salicyloyl chloride (được hình thành tại chỗ từ axit salicylic và thionyl chloride) với salicylamide trong điều kiện phản ứng khử nước dẫn đến hình thành 2- (2-hydroxyphenyl) -1,3 (4H) -benzoxazin-4-one. Chất trung gian này được phân lập và phản ứng với axit 4-hydrazinobenzoic với sự có mặt của base để tạo ra axit benzoic 4-(3,5-bis (2-hydroxyphenyl) -1,2,4-triazol-1-yl) (Deferasirox).

## Rủi ro
Deferasirox là loại thuốc số 2 trong danh sách 'Thuốc nghi ngờ thường gặp nhất trong các trường hợp tử vong được báo cáo của bệnh nhân' do Viện Thực hành Y tế An toàn biên soạn năm 2009. Có 1320 trường hợp tử vong được báo cáo, có lẽ được giải thích bằng một bản cập nhật dữ liệu ADE của Novartis, và một cảnh báo đóng hộp mới về xuất huyết tiêu hóa cũng như suy thận và gan.